# Ursemmerplas
De Ursemmerplas is een plas gelegen op twee kilometer afstand van het centrum van het dorp Ursem in Koggenland, Noord-Holland. De Ursemmerplas is ontstaan door zandwinning. Het recreatiegebied van ongeveer 30 hectare wordt onder meer gebruikt door zwemmers, vissers en wandelaars. Het recreatiegebied heeft een camping: Camping Ursemmerhof. 